# ナロキソナジン
ナロキソナジン（英語:Naloxonazine）とは、不可逆なμ-オピオイド受容体に有効な拮抗薬である。ナロキソナジンは酸性のナロキサゾンの溶液中で自発的に形成され、最後にはほとんど、もしくは全てのμ-オピオイド受容体と結合する。